# Michał Kempa
Michał Kempa (ur. 13 lipca 1988 w Bielsku-Białej) – polski komik uprawiający stand-up comedy, a także dziennikarz radiowy i telewizyjny.

## Życiorys
W 2010 zwyciężył w finale programu Stand up. Zabij mnie śmiechem emitowanego w Polsacie. Z grupą Michał Kempa i diapazony był laureatem na polskich festiwalach i konkursach kabaretowych, takich jak: PAKA 2012 (1. miejsce), Mulatka 2012 (2. miejsce), Lidzbarskie Wieczory Humoru i Satyry (2. miejsce w 2011 i 3. miejsce w 2012).
W 2012 ukończył studia prawnicze na Uniwersytecie Warszawskim.
Od stycznia 2015 współprowadził audycję Pyta Nie Na Śniadanie w Rock Radiu. Wspólnie z Mikołajem Januszem przygotowywał także materiały dla audycji Książę i żebrak nadawanej na antenie tej stacji w latach 2014–2016. Współprowadził również program Lubię to w TVP1 w charakterze Grzegorza Pawłowskiego, jednej z często wybieranych przez siebie postaci scenicznych. W lipcu 2016 został komentatorem Szkła kontaktowego w TVN24, a od 2019 jest niekiedy także jego prowadzącym. Od kwietnia 2020 prowadzi wraz z Piotrem Szumowskim program Dobre Noviny w serwisie YouTube. Od marca do września 2020 był jednym z gospodarzy porannego pasma Bolesny Poranek nadawanego w internetowej rozgłośni newonce.radio. W 2020 został współprowadzącym, wraz z Wojciechem Fiedorczukiem, program Skanalizowani w Canal+ Premium.
W 2021, wspólnie z Arturem Kurasińskim, specjalistą w dziedzinie nowych technologii, został prowadzącym audycję o rynku technologicznym na antenie newonce.radio, a ponadto współprowadzącym, z muzykiem Błażejem Królem, program Król Kempa w tej samej stacji. W czerwcu 2021 kierownictwo stacji TVN poinformowało, że będzie współprowadził program Mam talent! z Marcinem Prokopem. We wrześniu tego samego roku komentował dla serwisu internetowego Player wybrane etapy wyścigu kolarskiego Vuelta a España.